# 鹿島天足和気神社
鹿島天足和気神社（かしまあまたらしわけじんじゃ）は、宮城県亘理郡亘理町にある神社である。
旧社格は郷社。亘理郡延喜式式内社四座のうちの一座である。

## 祭神
- 武甕槌神、稜威雄走神（左殿）、猿田彦命（右殿）
  - 武甕槌神には天足別命（あまたりわけのみこと、天児屋命と同神とする説も存在するが定かではない[1]）という名前の御子神がいると伝わるが、社伝や由緒書によれば鹿島天足和気神社では天足別命は祀られていない。
  - 宮城県石巻市の鹿島御児神社や福島県南相馬市鹿島区の鹿島御子神社には、天足別命は武甕槌神や経津主神とその御子神である阿佐比古命とともに東北平定をおこなったという伝承がある。
- その他に、近隣の神社である八雲神社（祭神：建速須佐之男命）、八幡神社（祭神：誉田別尊）、倉庭嶺神社・高屋神社（祭神：天之御中主神）、春日神社（祭神：天児屋根命）を合祀している。

## 由緒
由緒書によると、景行天皇41年（111年）8月6日、日本武尊により現在の鎮座地の北にある神宮寺地区字ヲフロの三門山へと勧請されたと伝わる。桓武天皇の御世である延暦元年（782年）の5月朔日に祈祷を行ったところ、鹿島の神が凶賊討伐に神験を示したことから勅命により勲五等封二戸が与えられた。清和天皇の御世の貞観4年（862年）壬午6月15日に官社に列し「鹿島宮」と称するようになり、同年同月18日には従四位上が授けられた。天慶4年（941年）に鹿島地区字北鹿島の樫木山の山頂に遷座し、その後、領主から神領寄付などがあったが、天正時代（1573年-1591年）に起きた伊達氏と相馬氏の戦乱の影響で神領地が廃絶した。貞享3年（1686年）4月6日、亘理伊達家5代当主の伊達実氏が現在の地に社殿を再建した。
荒浜地区の川口神社の宮司が明治時代に記した「亘理郡神社明細帳」によると、崇神天皇の五世の孫である鹿賀別王の嫡孫の三品掃部輔物部朝臣正隆が亘理に下り、亘理郡に鎮座する延喜式式内社である鹿島三社（鹿島天足和気神社、鹿島緒名太神社、鹿島伊都乃比気神社）と安福河伯神社の神司職を蒙った。なお、鹿賀別王は「国造本紀」によれば、浮田国造として陸奥国宇多郡を統治していたという。
明治5年11月に神司職を免し、祠官職（県社・郷社の神職長）を拝命。現在も三品家が社家として奉斎している。

## 亘理鹿島三社
亘理郡には式内社が四座鎮座している。そのうち鹿島天足和気神社、鹿島緒名太神社(亘理町逢隈地区小山)、鹿島伊都乃比気神社の三座は、茨城県の常陸国一之宮である鹿島神宮と関係の深い神社である。現在は鹿島天足和気神社と鹿島緒名太神社は現存している。これらの鹿島神社三社のうち、鹿島天足和気神社と鹿島緒名太神社は、「三代実録」に記載されている「陸奥国に鎮座する鹿島大神苗裔を祀る三十八の神社」のうちの二社とされている。
鹿島伊都乃比気神社とされる小祠は、以前は吉田地区作田の民有地内にあり、社殿は三尺四面のものだった。郡民により篤く尊崇されており、祭神が軍神のため、特に戦時中は多くの参拝者が武運長久や出兵者の安全を祈願しに詣でたという。しかし、時代とともに社域などが荒廃衰微したため、明治43年2月8日に同地区の月山神社(祭神：月讀命)に合祀された。

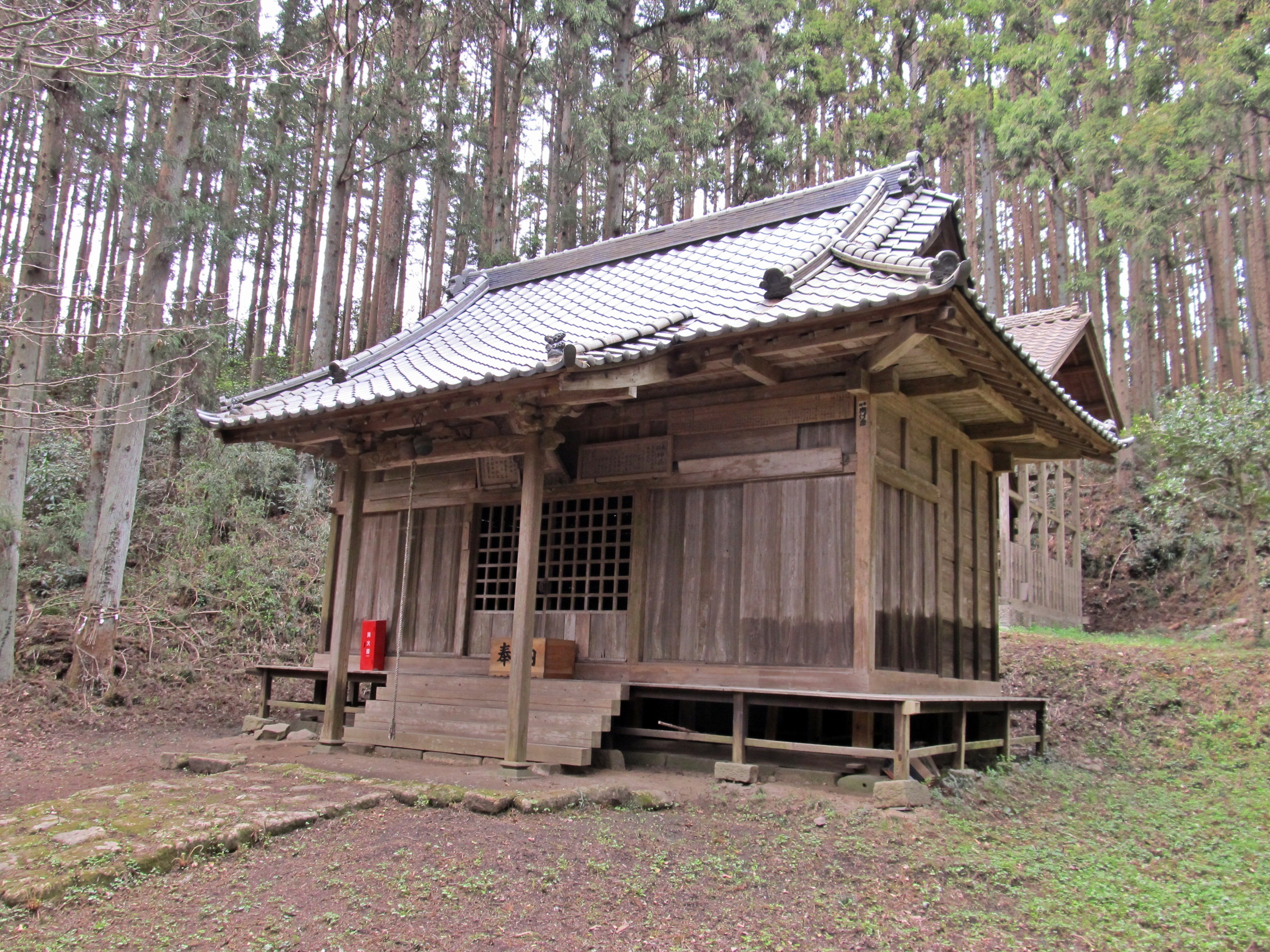
延喜式内社・鹿島緒名太神社拝殿
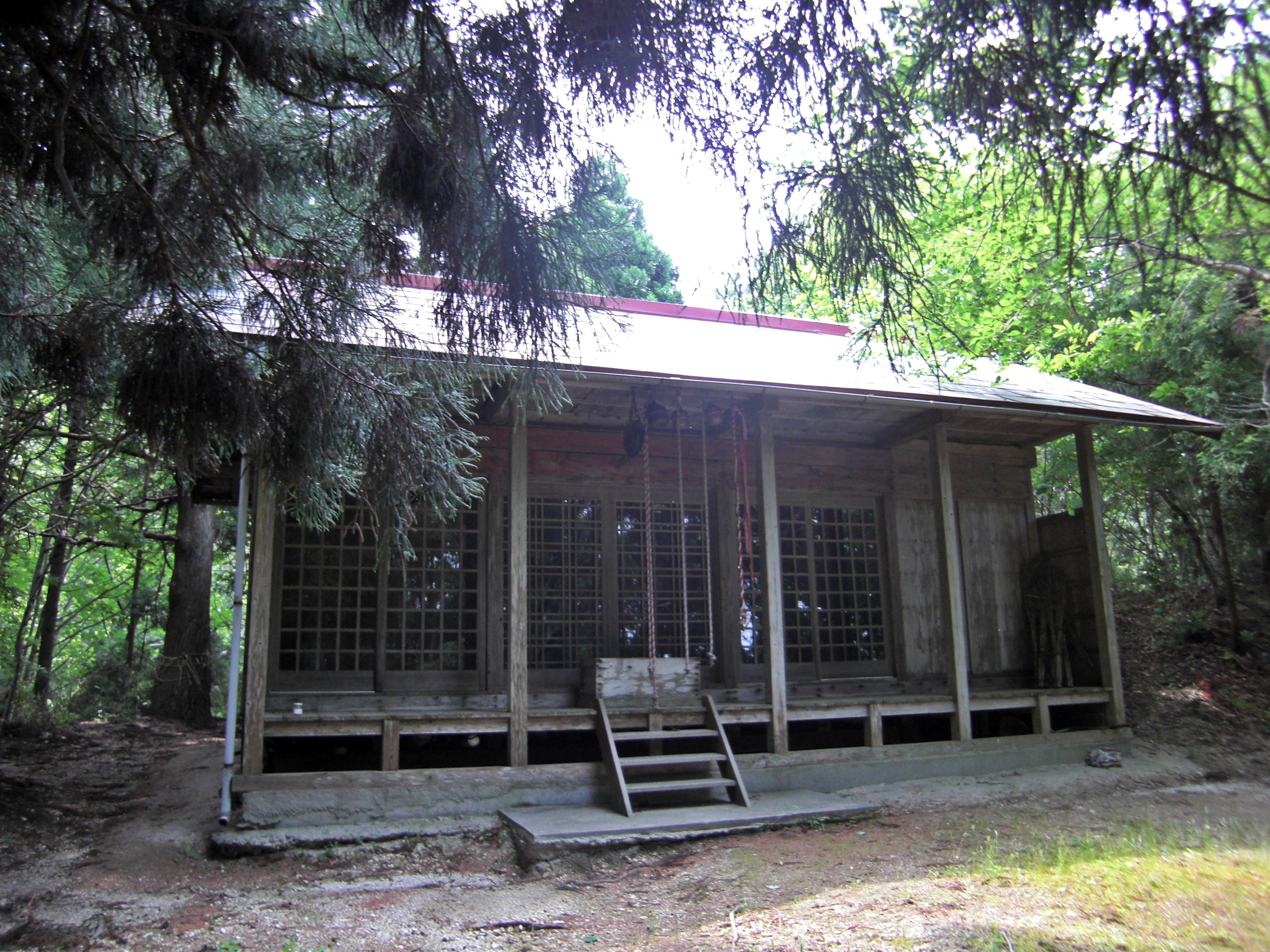
月山神社拝殿

鹿島天足和気神社には、相殿神として左殿には鹿島伊都乃比気神社の祭神とされる稜威雄走神、右殿には鹿島緒名太神社の祭神とされる猿田彦命が祀られており、首座神の武甕槌神を祀る鹿島天足和気神社は亘理鹿島三社の総社として機能している。
社伝や宮司の話によれば、鹿島天足和気神社の相殿神として鹿島緒名太神社と鹿島伊都乃比気神社を合祀しているのは、日本武尊が三門山に鹿島天足和気神社を創建した当時は三座を一社にまとめていたためということである。その後、鹿島天足和気神社は平安時代に北鹿島地区に遷座し、江戸時代に現在の鎮座地へと再遷座した。他の二社もそれぞれ、鹿島緒名太神社は逢隈地区小山へ、鹿島伊都乃比気神社は吉田地区作田へと遷座したという。
鹿島天足和気神社の北東の北鹿島地区に鎮座する八雲神社の本殿南側には、三門山に祀られていた当時の鹿島神社の石祠が鎮座している。この石祠は、神宮寺地区の崇敬者が三門山から背負って八雲神社へと運んできたものだと伝わる。

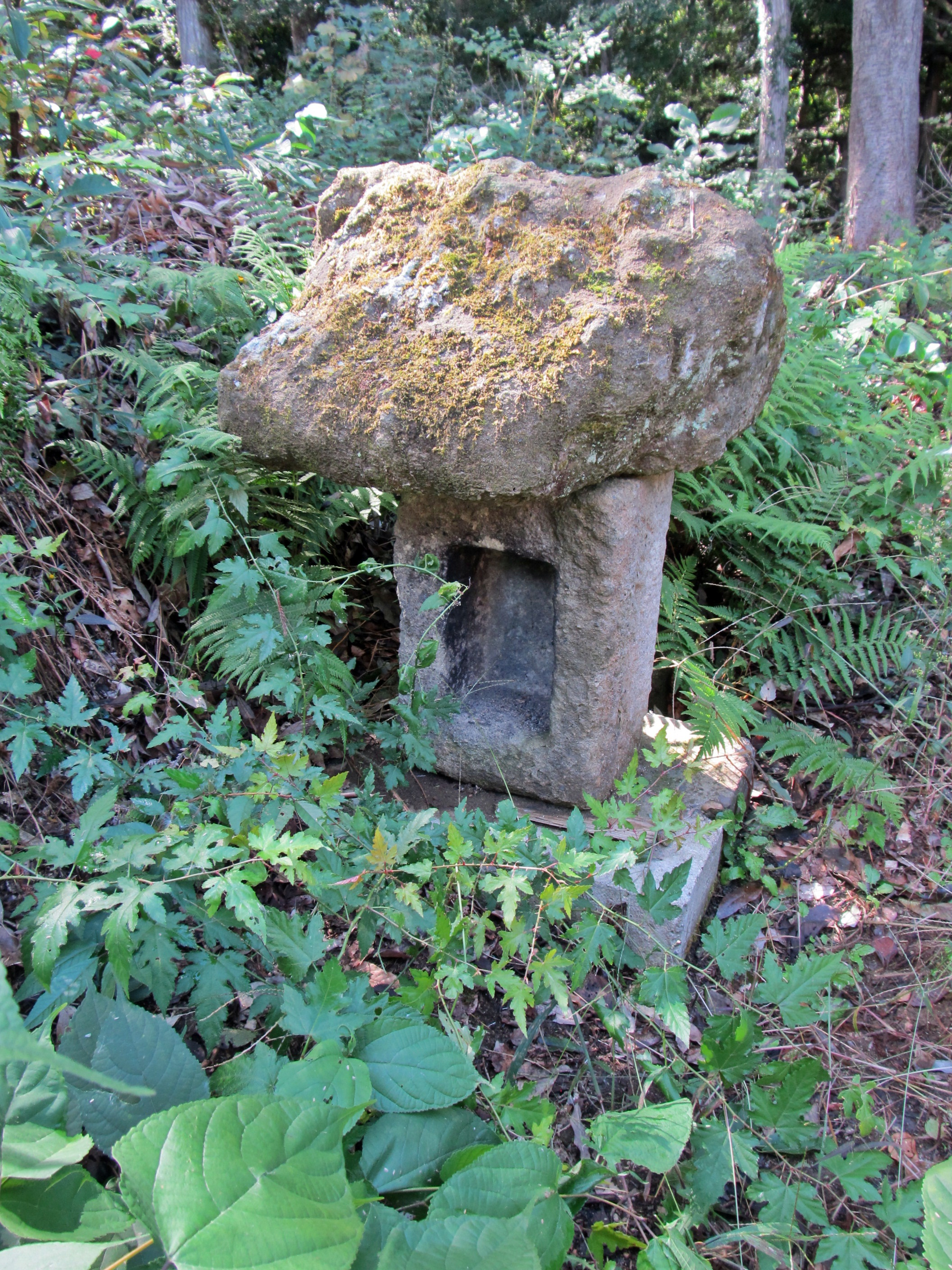
三門山鎮座時の鹿島神社の石祠 八雲神社境内に鎮座

## 境内
- 社殿（拝殿・幣殿・本殿）

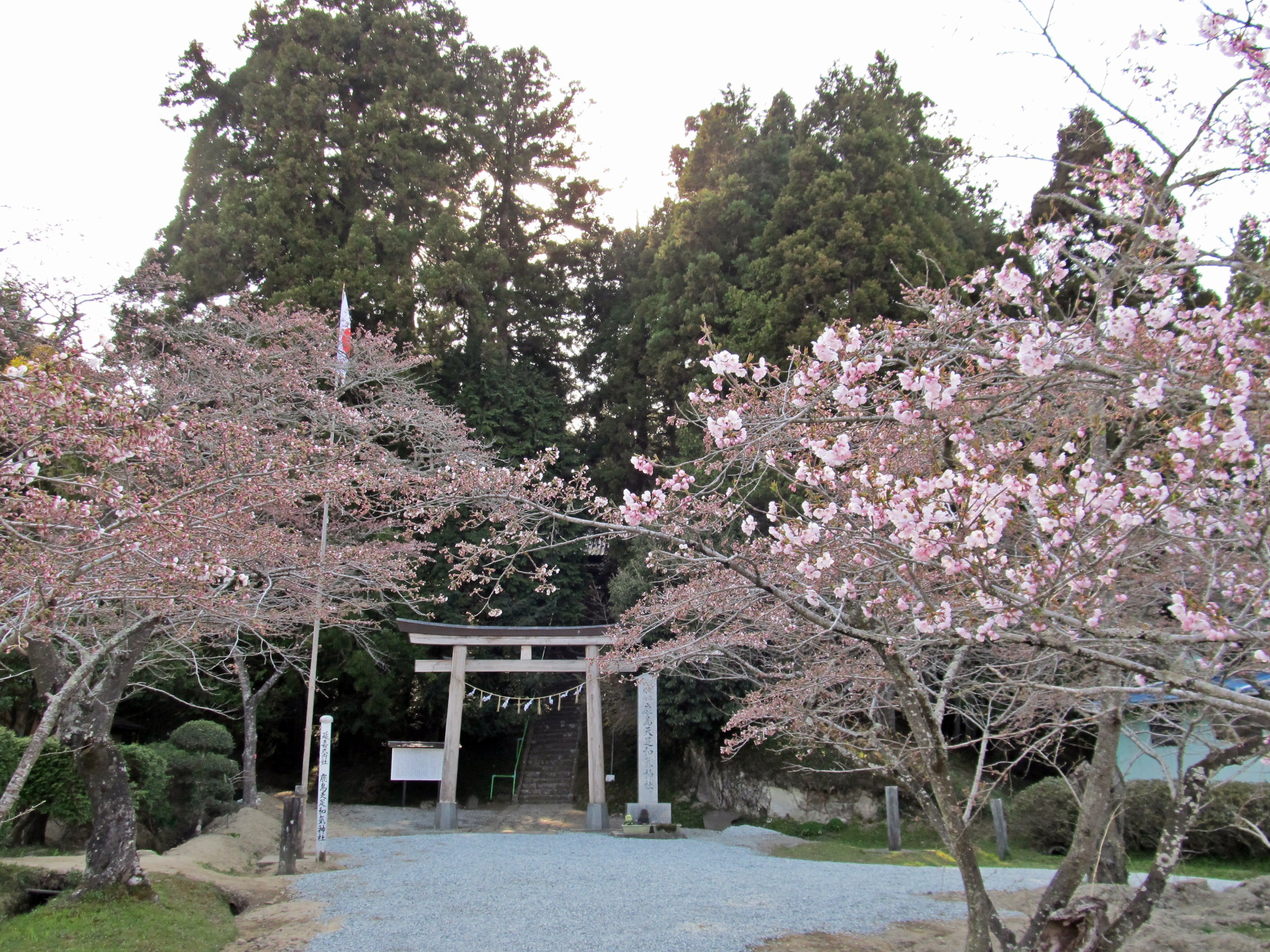
春の鹿島天足和気神社境内
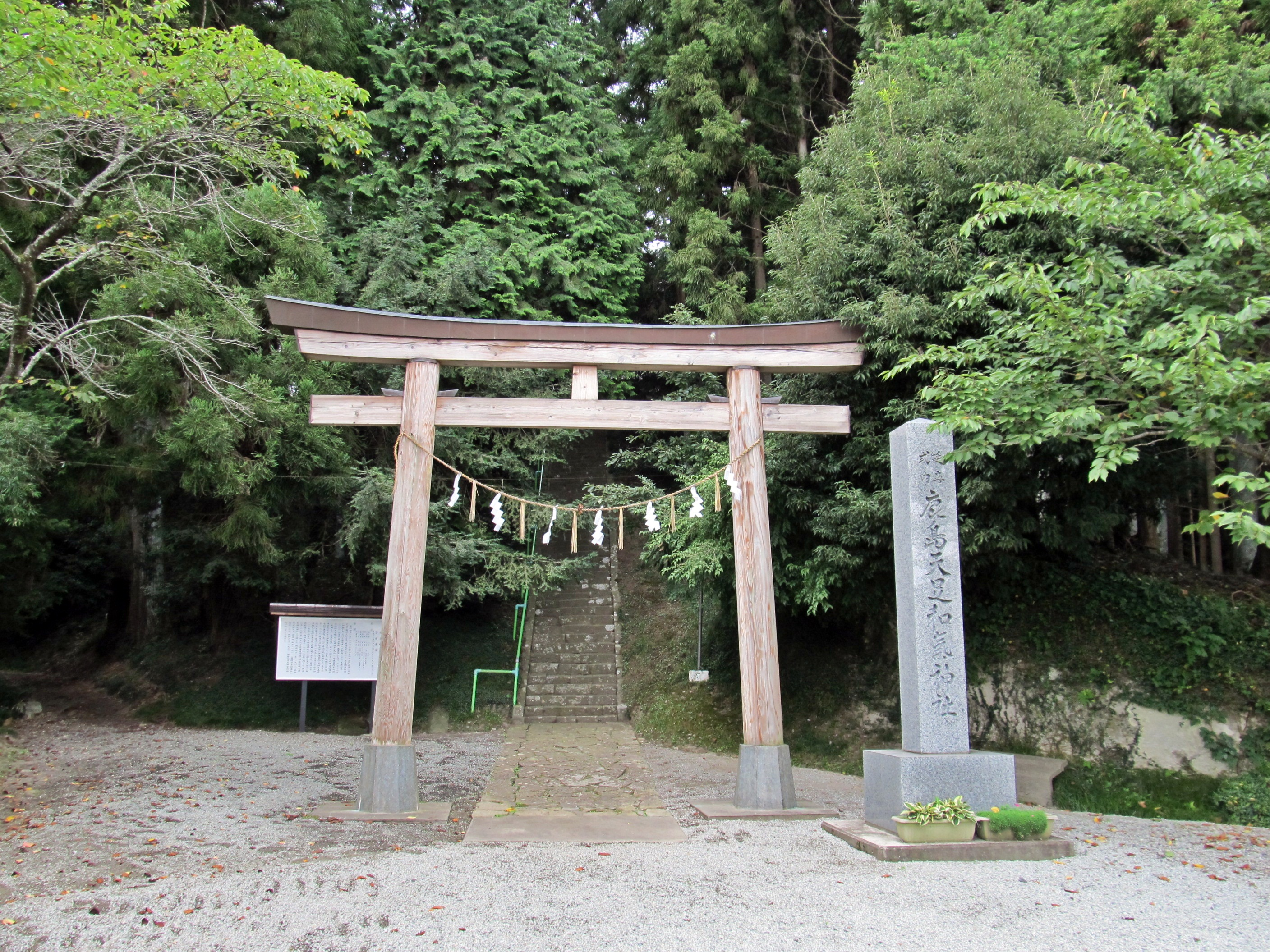
鹿島天足和気神社鳥居
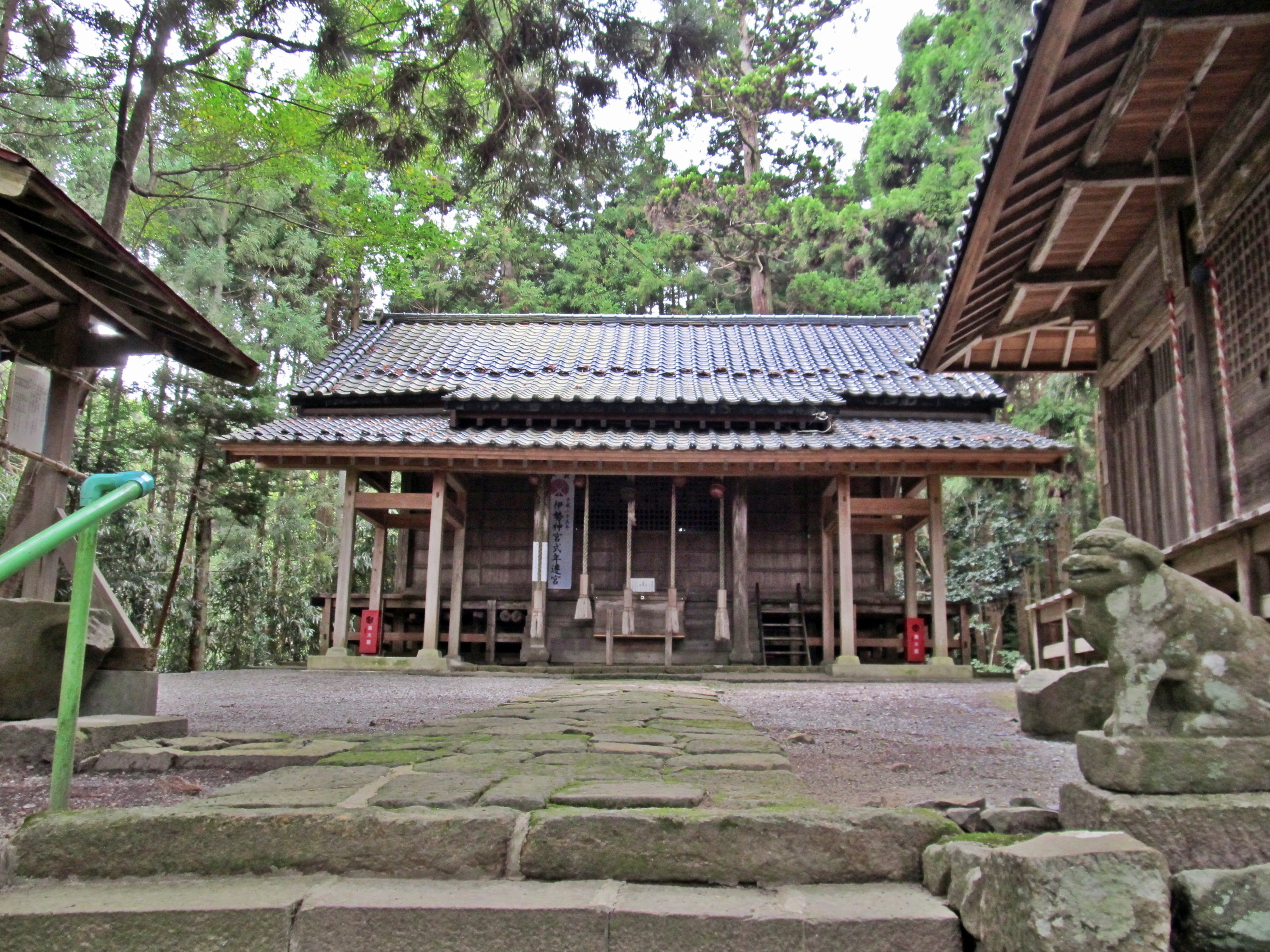
参道階段から見た鹿島天足和気神社拝殿
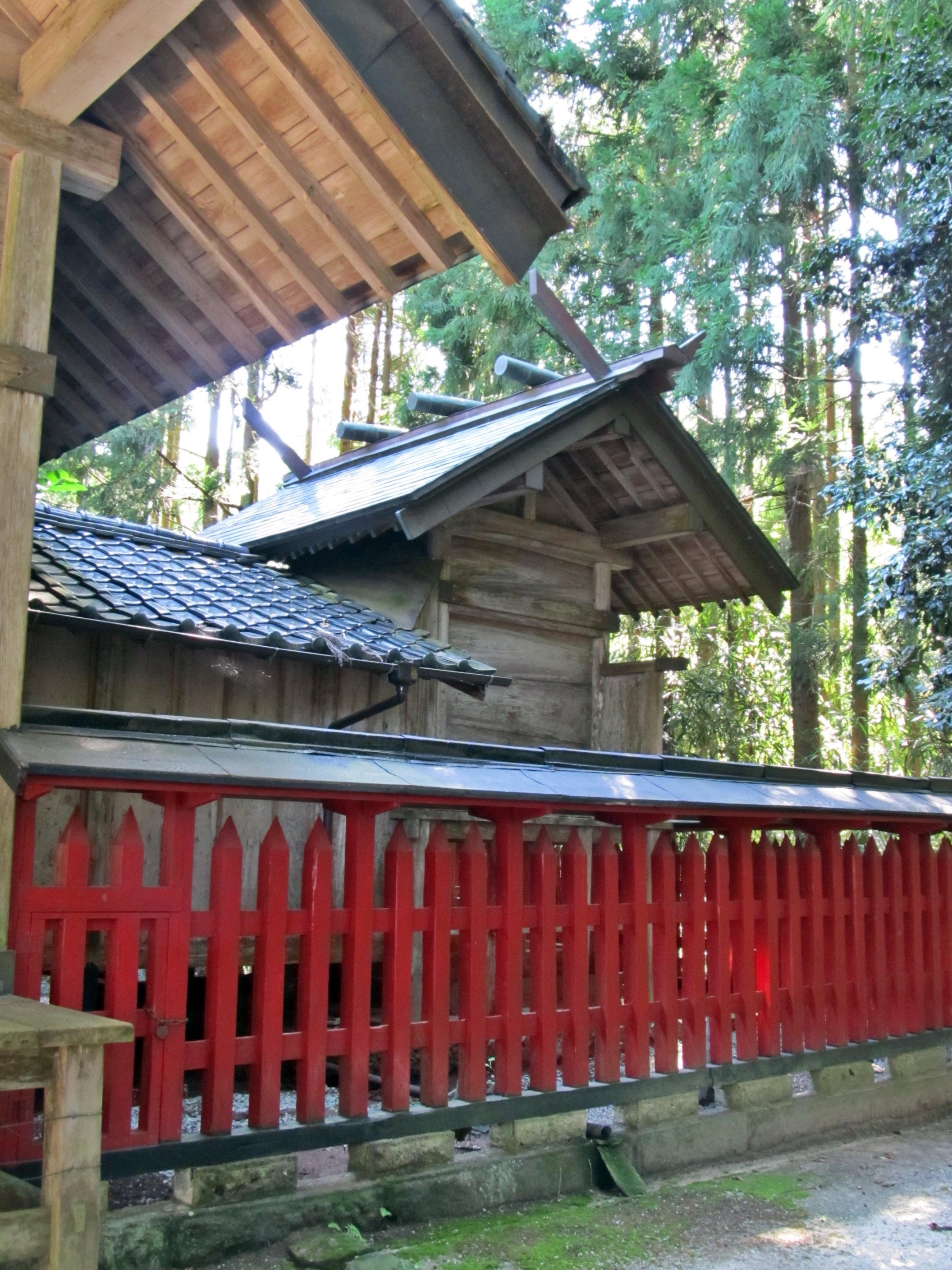
鹿島天足和気神社本殿

- 神輿殿：参道を登って右側に南面して立つ建物で、亘理伊達家第10代当主の伊達村氏が寛政2年（1790年）に建てたものである。
- 要石
- 鹿島緒名太神社・鹿島伊都乃比気神社の石祠
- 痘神社：祭神は不明、社伝や宮司の話では、天然痘やできものを患った際に平癒祈願をしたという。

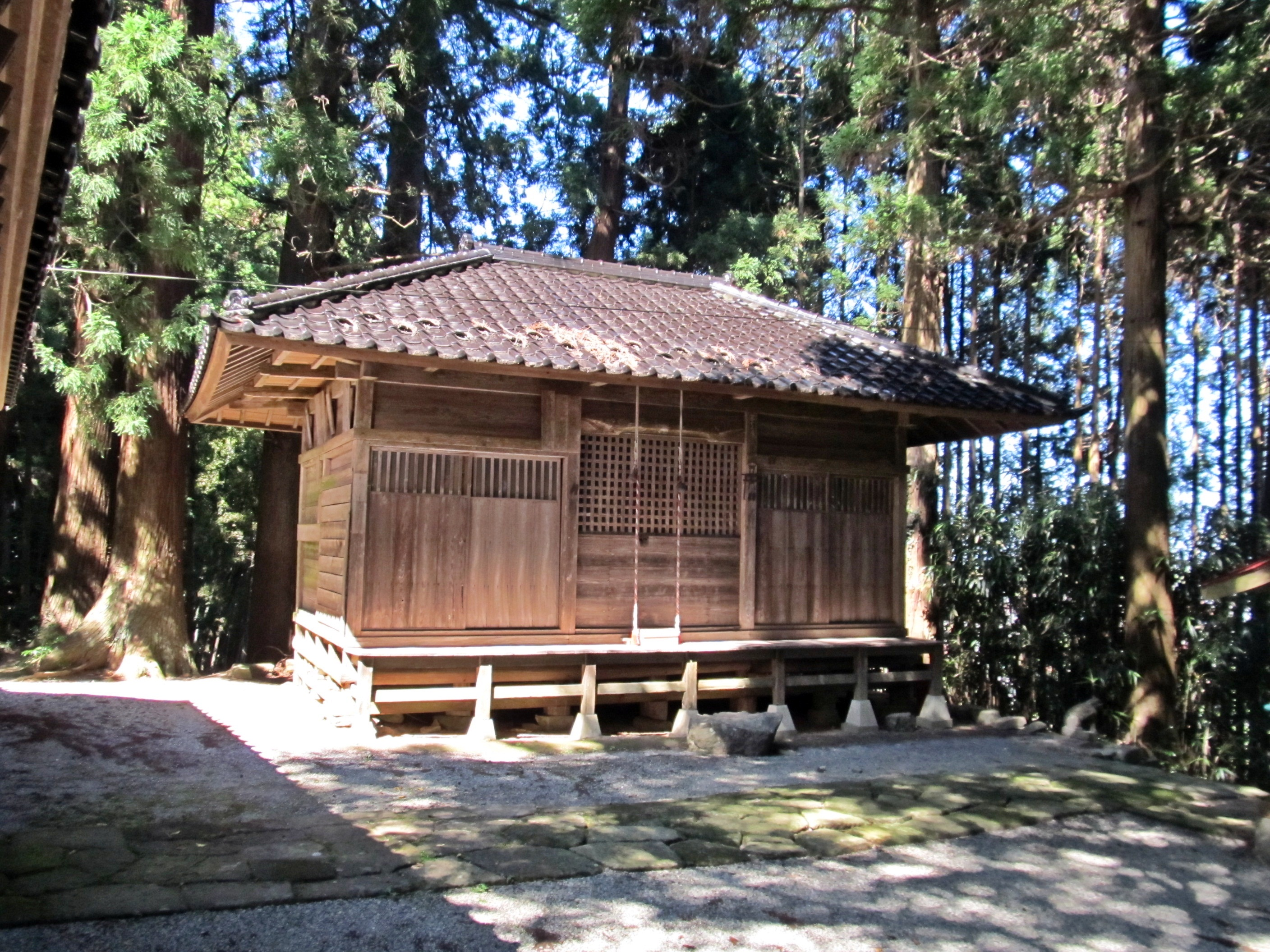
神輿殿（旧拝殿・1790年造営）
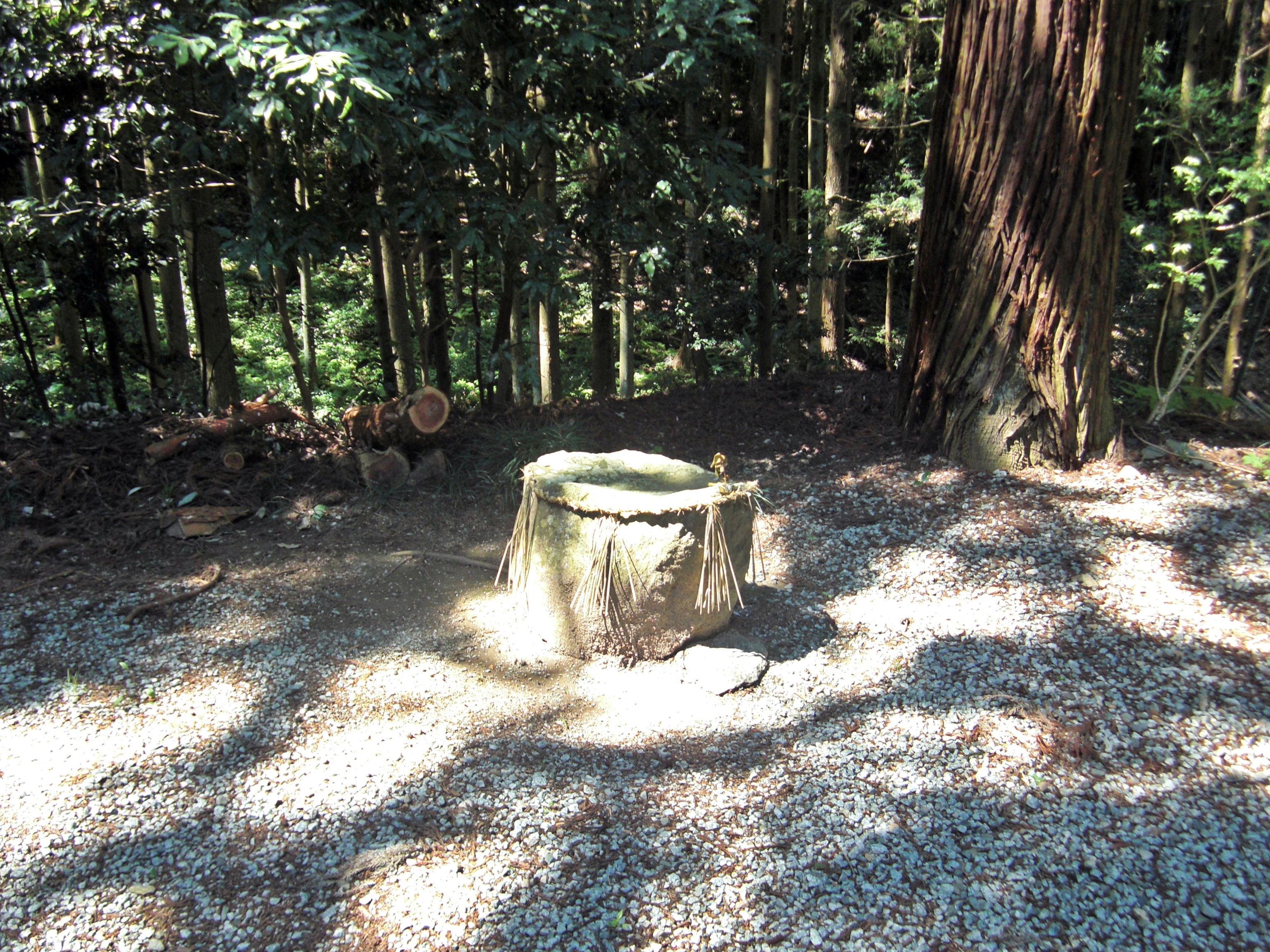
鹿島天足和気神社の要石
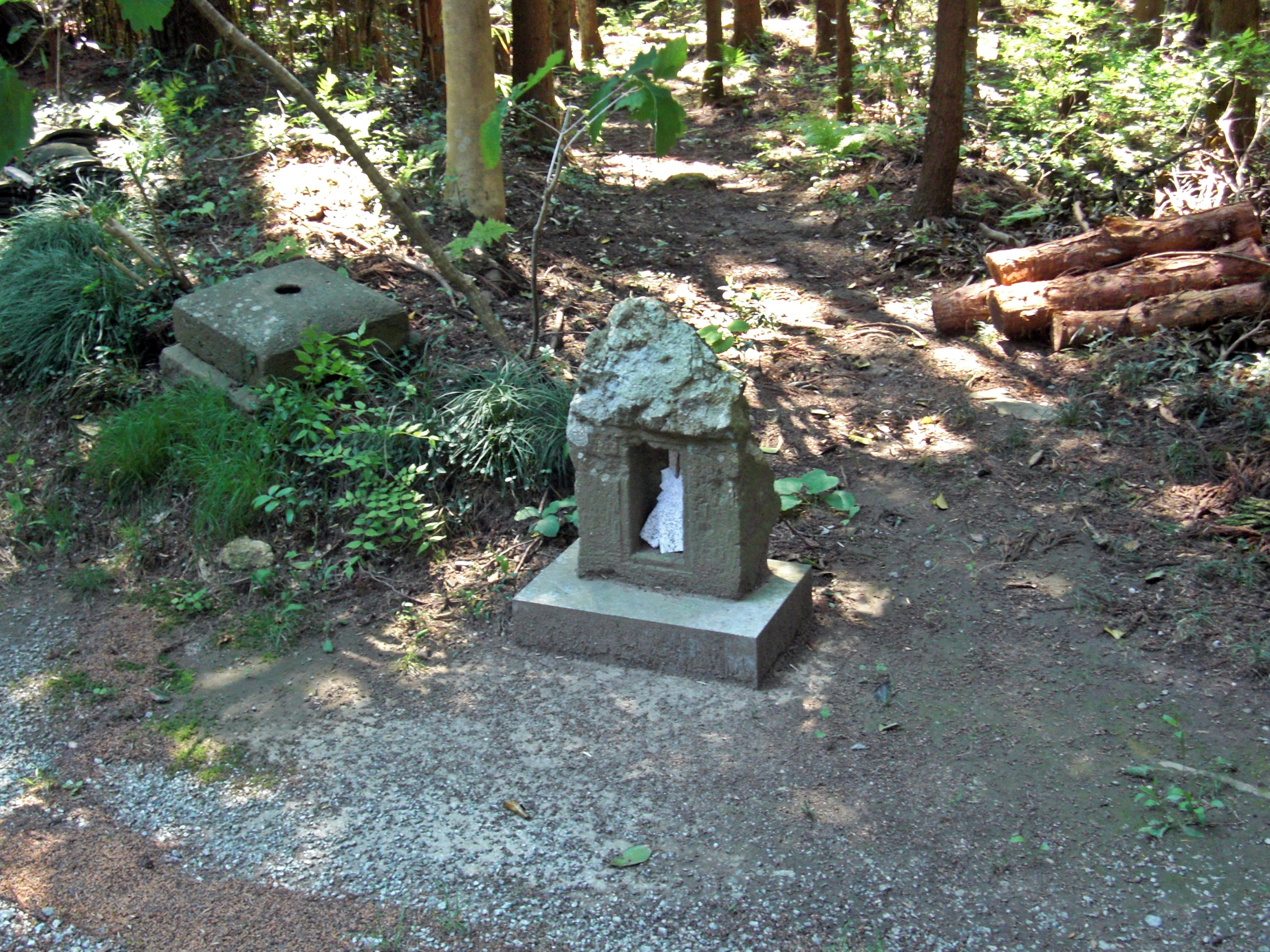
鹿島緒名太神社・鹿島伊都乃比気神社の石祠
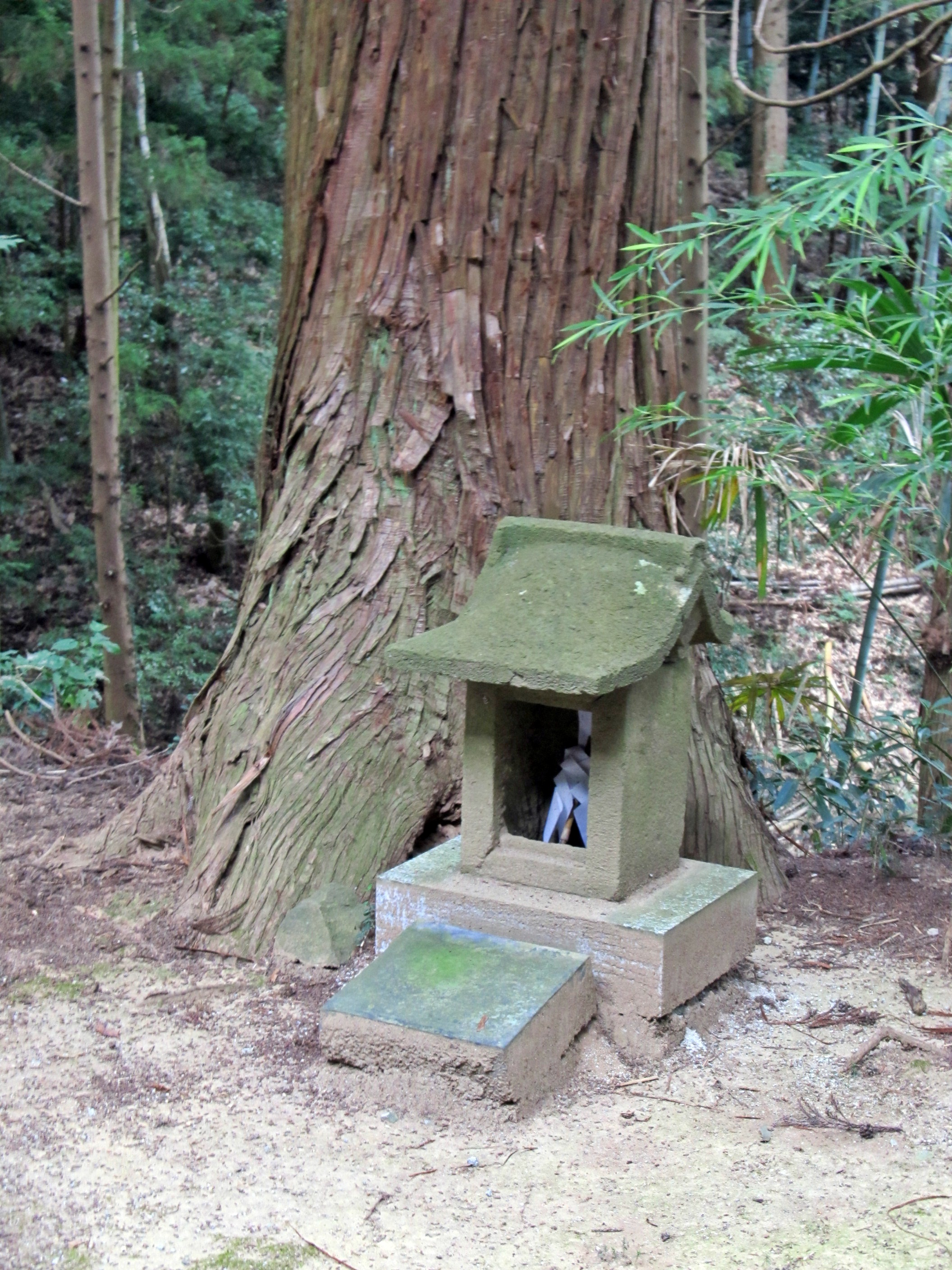
痘神社

- その他に、鎮座地の東1kmほどの亘理町逢隈鹿島吹田には鹿島天足和気神社の御腰掛場（御旅所）があり、祭典の神輿巡行の際に立ち寄る。

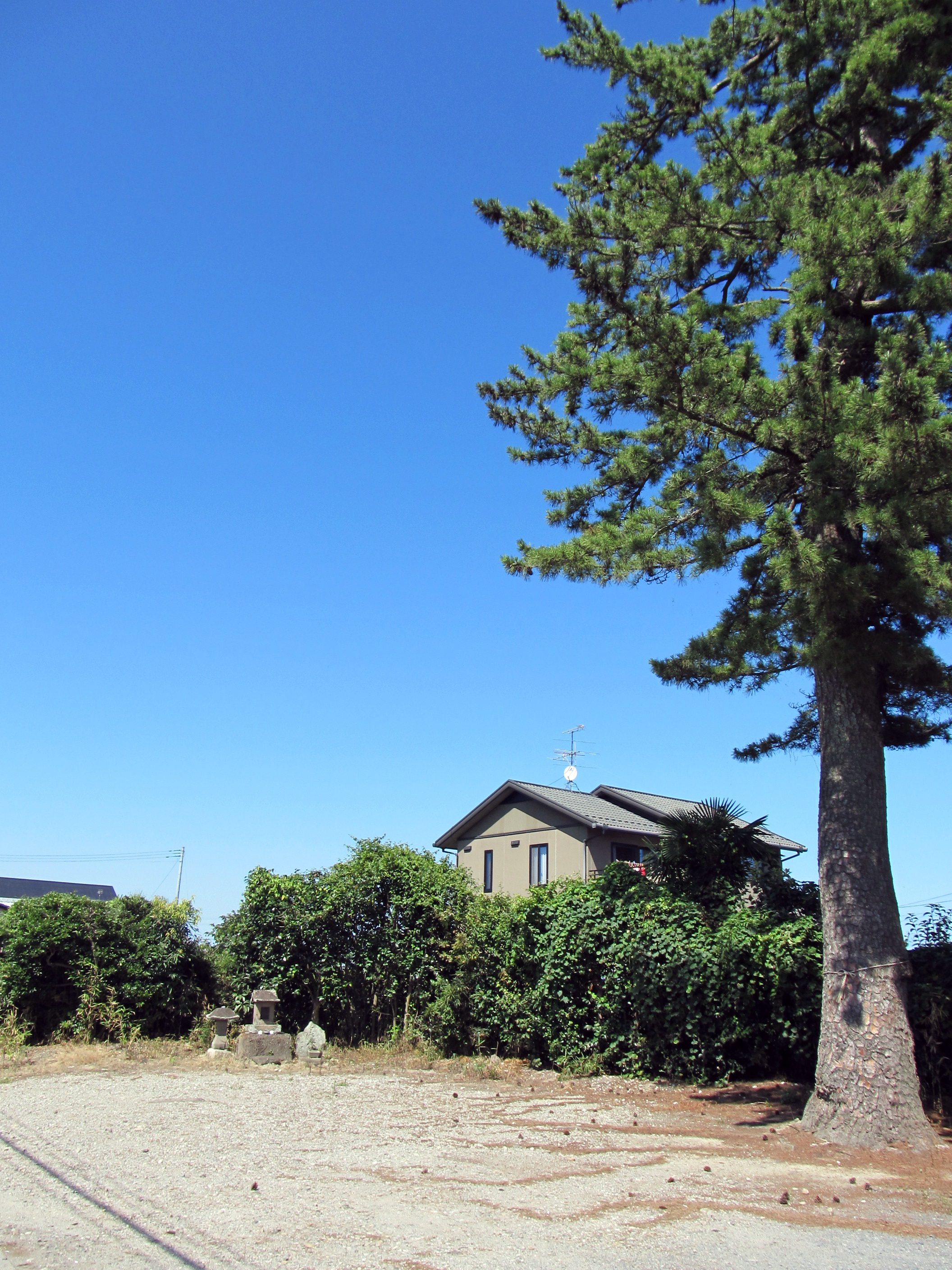
鹿島天足和気神社御腰掛場